# مديرية صالة

تعديل مصدري - تعديل

مديرية صالة إحدى مديريات محافظة تعز. بلغ عدد سكانها 149394 نسمة عام 2004.

## التقسيم الإداري
تقسم المديرية إلى حي واحد يحمل نفس اسم المديرية ويشمل عدة حارات.